# Paratesma dentata
Paratesma dentata is een vlinder uit de familie van de spinneruilen (Erebidae). De wetenschappelijke naam van deze soort werd voor het eerst voorgesteld als Archilema dentata door Lars Kühne in een publicatie uit 2007.
De soort komt voor in Kenia en is voor het eerst werd ontdekt in het Kakamega Forest National Reserve.